# Rhynchospora shaferi
Rhynchospora shaferi är en halvgräsart som beskrevs av Nathaniel Lord Britton. Rhynchospora shaferi ingår i släktet småag, och familjen halvgräs. Inga underarter finns listade i Catalogue of Life.